# The Seventh Song
| Críticas profissionais | Críticas profissionais |
| Avaliações da crítica  | Avaliações da crítica  |
| Fonte                  | Avaliação              |
| ---------------------- | ---------------------- |
| All Music Guide        | [ 1 ]                  |

The Seventh Song - Enchanting Guitar Melodies - Archives Vol. 1, mais conhecido simplesmente por The Seventh Song, é um álbum-coletânea lançado em 7 de novembro de 2000 pelo guitarrista virtuoso estadunidense Steve Vai. É sua primeira coletânea da série "archives", mas em vez de conter seus "maiores sucessos", o álbum contém as sétimas faixas de seus 7 álbuns anteriores. Isso porque Steve Vai tem um forte lado esotérico, dizendo-se conectado ao número "7" — desta forma, ele sempre coloca na sétima faixa de seus álbuns uma composição de forte apelo emocional.
O álbum é composto ainda por mais 3 faixas inéditas, e mais uma faixa lançada em uma coletânea de vários guitarristas com músicas natalinas.
Após o término da última música listada no álbum ("Boston Rain Melody") existe uma faixa escondida. Trata-se da música "Warm Regards", presente no álbum Fire Garden. Acredita-se que Steve Vai originalmente planejou que esta música fosse a sétima faixa do segundo disco de Fire Garden, mas quando descobriu que a capacidade dos CDs eram de penas 80 minutos, reestruturou o álbum para caber em um disco.

## Faixas
Todas as faixas compostas por Steve Vai, exceto "Christmas Time Is Here", por Vince Guaraldi e Lee Mendelson.
| N.º            | Título                            | Compositor(es)                 | Álbum Original                   | Duração |  |
| 1.             | "For the Love of God"             | Steve Vai                      | Passion and Warfare              | 6:09    |  |
| 2.             | "Touching Tongues"                | Steve Vai                      | Sex & Religion                   | 5:32    |  |
| 3.             | "Windows to the Soul"             | Steve Vai                      | The Ultra Zone                   | 6:25    |  |
| 4.             | "Burnin' Down the Mountain"       | Steve Vai                      | Flex-Able Leftovers              | 4:19    |  |
| 5.             | "Tender Surrender"                | Steve Vai                      | Alien Love Secrets               | 5:10    |  |
| 6.             | "Hand on Heart"                   | Steve Vai                      | Fire Garden                      | 5:26    |  |
| 7.             | "Melissa's Garden"                | Steve Vai                      | Faixa inédita                    | 7:54    |  |
| 8.             | "Call it Sleep"                   | Steve Vai                      | Flex-Able                        | 5:04    |  |
| 9.             | "Christmas Time Is Here"          | Vince Guaraldi e Lee Mendelson | Merry Axemas: A Guitar Christmas | 4:13    |  |
| 10.            | "The Wall of Light"               | Steve Vai                      | Faixa inédita                    | 2:38    |  |
| 11.            | "Boston Rain Melody"              | Steve Vai                      | Faixa inédita                    | 4:39    |  |
| 12.            | "Warm Regards" (Faixa escondida)" | Steve Vai                      | Fire Garden                      | 4:06    |  |
| Duração total: | Duração total:                    | Duração total:                 | Duração total:                   | 61:43   |  |

## Prêmios e Indicações
| Ano  | Canção                | Prêmio        | Indicação                          | Resultado |
| ---- | --------------------- | ------------- | ---------------------------------- | --------- |
| 1995 | "Tender Surrender"    | Grammy Awards | Best Rock Instrumental Performance | Indicado  |
| 1999 | "Windows to the Soul" | Grammy Awards | Best Rock Instrumental Performance | Indicado  |